# Syväjärvi (sjö i Satakunta, Finland)
Syväjärvi är en sjö i Finland. Den ligger i kommunen Siikais i landskapet Satakunta, i den sydvästra delen av landet, 250 km nordväst om huvudstaden Helsingfors. Syväjärvi ligger 56 meter över havet. Arean är 9,1 hektar och strandlinjen är 1,51 kilometer lång. Sjön  ingår i Karvia å huvudavrinningsområde.   I omgivningarna runt Syväjärvi växer i huvudsak blandskog.